# Списак ликова серије Династија: Поново на окупу

Династија: На окупу је наставак америчке телевизијске сапунице ударног термина која се емитовала на каналу АБЦ од 12. јануара 1981. године до 11. маја 1989. године. Творци серије су били Ричард и Естер Шапиро, а продуцент Арон Спелинг. Радња серије се вртела око породице Карингтон, богате породице из Денвера у Колораду.
Мини серија Династија: На окупу броји 4 епизоде које су емитоване 20. и 22. октобра 1991. године.

## Ликови

### Главни

#### Арлен Маршал
Арлен Маршал је измишљени лик из АБЦ-ове сапунице Династија: На окупу. Лик је тумачио Мајкл Брендон, а лик је био уведен као главни човек једног од највећих модних друштава 90-тих "Модна жестина" 1991. године.
Алексис Колби је хтела део акција друштава и искористила је Џеремија ван Дорна да јој помогна да добије то што жели. Арлен се није дао лако преварити и уопште га није занимала Алексис. Иако су му она и њена финансијска подршка требали, једна друга жена је стајала на путу. Та жена није била његова супруга Керол него Семи Џо. Семи Џо се вратила манекенство пошто је изгубила салаш, а Арлен је од ње направио једну од врхунских манекенки 90-тих. Ипак, Алексис је на крају победила, а уз Керолину помоћ је отерала Семи Џо и ставила и "Модну жестину" и Арлена Маршала тамо где је желела.

#### Џереми ван Дорн
Џереми ван Дорн је измишљени лик из АБЦ-ове сапунице Династија: На окупу. Лик је тумачио Жероен Крабе, а лик је био уведен као шеф великог предузећа за односе с' јавношћу 1991. године.
Џереми је ушау у везу са Алексис, али убрзо се открило да је он шеф "Конзорцијума", међународног злочиначког удружења које је противзаконито преузело управу над "Денвер−Карингтоном" док је Блејк био у затвору. Џеремија су на крају открили Џеф и Адам, али пошто је покушао да убије Алексис. Иако је изгледало као да га је полиција ухапсила, испоставило се да су полицајци прерушени чланови "Конзорцијума".